# Ченнел-Айлендс-Біч (Каліфорнія)
Ченнел-Айлендс-Біч (англ. Channel Islands Beach) — переписна місцевість (CDP) в США, в окрузі Вентура штату Каліфорнія. Населення — 2870 осіб (2020).

## Географія
Ченнел-Айлендс-Біч розташований за координатами 34°9′40″ пн. ш. 119°13′31″ зх. д. / 34.16111° пн. ш. 119.22528° зх. д. (34.161093, -119.225277).  За даними Бюро перепису населення США в 2010 році переписна місцевість мала площу 1,06 км², з яких 1,05 км² — суходіл та 0,02 км² — водойми.

## Демографія
Згідно з переписом 2010 року, у переписній місцевості мешкали 3103 особи в 1352 домогосподарствах у складі 805 родин. Густота населення становила 2918 осіб/км².  Було 1869 помешкань (1757/км²).
Расовий склад населення:
| - 87,4 % — білих - 3,5 % — азіатів - 0,9 % — чорних або афроамериканців - 0,5 % — корінних американців - 0,2 % — вихідців з тихоокеанських островів - 3,3 % — осіб інших рас |

До двох чи більше рас належало 4,2 %. Частка іспаномовних становила 13,0 % від усіх жителів.
За віковим діапазоном населення розподілялося таким чином: 16,9 % — особи молодші 18 років, 69,0 % — особи у віці 18—64 років, 14,1 % — особи у віці 65 років та старші. Медіана віку мешканця становила 44,8 року. На 100 осіб жіночої статі у переписній місцевості припадало 111,7 чоловіків;  на 100 жінок у віці від 18 років та старших — 112,9 чоловіків також старших 18 років.
Середній дохід на одне домашнє господарство  становив 107 639 доларів США (медіана — 96 932), а середній дохід на одну сім'ю — 114 448 доларів (медіана — 102 438). Медіана доходів становила 62 145 доларів для чоловіків та 51 711 долар для жінок. За межею бідності перебувало 2,3 % осіб, у тому числі 0,0 % дітей у віці до 18 років та 0,0 % осіб у віці 65 років та старших.
Цивільне працевлаштоване населення становило 1596 осіб. Основні галузі зайнятості: освіта, охорона здоров'я та соціальна допомога — 20,9 %, будівництво — 16,4 %, науковці, спеціалісти, менеджери — 11,2 %, виробництво — 9,2 %.